# Cererile națiunii slovace
Cererile națiunii slovace (în slovacă Žiadosti slovenského národa) a fost un manifest elaborat de naționaliștii slovaci în timpul Revoluției de la 1848 în Imperiul Austriac. Naționaliștii slovaci au înțeles la sfârșitul lui aprilie 1848 că guvernul revoluționar maghiar va ignora apelul lui Ľudovít Štúr pentru constituirea unor adunări regionale și acceptarea unei liste de cereri a poporului slovac de către adunarea națională.

## Privire generală
La 10 mai 1848 treizeci de membri ai grupului de activiști naționaliști al lui Stúr s-au întâlnit la Liptószentmiklós (azi Liptovský Mikuláš), la inițiativa lui Štefan Marko Daxner și Ján Francisci. Ei au întocmit o listă cu paisprezece cereri, printre care:
- Egalitatea și coexistența frățească a tuturor popoarelor din Ungaria;
- Transformarea Ungariei într-un stat descentralizat format din națiuni egale, fiecare cu propriul parlament și reprezentare egală în Dieta Ungariei;
- Adoptarea limbii slovace ca limbă oficială în instituțiile guvernamentale și în școlile din ținuturile slovace;
- Recunoașterea oficială a simbolurilor slovace (culorile naționale și steagul național);
- Înființarea unei gărzi naționale slovace;
- Introducerea dreptului de vot pentru toți bărbații adulți;
- Anularea legilor care limitau libertatea presei, precum și libertatea de adunare și de asociere;
- Reformarea proprietății agrare prin restituirea pământului care fusese confiscat de la țărani de aristocrația maghiară.[1][2]

Naționaliștii au respins ideea organizării Ungariei ca un stat centralizat sub o supremație etnică maghiară și au cerut crearea unui stat federal în care toate națiunile componente să aibă drepturi egale și autonomie în administrarea propriilor teritorii. Unele dintre cererile lor, cum ar fi introducerea sufragiului universal pentru bărbați, au fost neobișnuit de radicale pentru acea epocă.
Manifestul naționaliștilor slovaci a fost prima solicitare publică a recunoașterii regiunii cunoscute sub numele de Ungaria de Sus (care este inclusă azi în mare parte în actualul stat Slovacia) ca un teritoriu distinct. Aceste cereri au fost proclamate la 11 mai 1848 în fața unei adunări publice nu prea numeroase și, înainte de a putea fi prezentate lui Ferdinand I, regele Ungariei și împăratul Austriei, guvernul revoluționar maghiar a declarat că petiția slovacilor era un act ilegal, neconstituțional și panslavist.
În ziua următoare proclamării acestui manifest au fost emise mandate de arestare pentru Štúr, Jozef Miloslav Hurban și Michal Miloslav Hodža și au fost încarcerați câțiva semnatari ai petiției, iar guvernul a impus legea marțială în Ungaria de Sus. Štúr, Hurban și Hodža au adoptat ulterior o abordare mai radicală; câteva luni mai târziu ei au înființat Consiliul Național Slovac și au lansat o rebeliune armată împotriva guvernului maghiar, care a fost înăbușită în cele din urmă.

## Vezi și
- Revolta slovacă (1848-1849)